# 龙战士
《龙战士》（又译作）是一款由卡普空公司制作的角色扮演类游戏。本游戏最初于1993年4月3日在超级任天堂发行。游戏后移植至Game Boy Advance。
龙战士是一个传统的角色扮演类游戏。在游戏剧情中，玩家控制的Ryu必须与其他角色进行汇合。
游戏在最初日本发行是获得成功。在1994年北美地区发行是获得大多数好评。